# Vanessa Zima
Vanessa Jane Zima (Phillipsburg, 17 december 1986) is een Amerikaans actrice. Ze maakte in 1995 haar film- en acteerdebuut als Rosie Wilder in The Baby-Sitters Club. Sindsdien had ze verschillende andere filmrollen en speelde ze een wederkerend personage in de televisieserie Murder One, als Elizabeth Hoffman.
Zima is de jongere zus van actrice Madeline Zima en de oudere zus van Yvonne Zima, die eveneens acteert.

## Filmografie
*Exclusief televisiefilms
- The Automatic Hate (2015)
- The Absent (2011)
- The Far Side of Jericho (2006)
- Cavedweller (2004)
- Zoe (2001)
- The Brainiacs.com (2000)
- The Rose Sisters (1998)
- Wicked (1998)
- Ulee's Gold (1997)
- The Baby-Sitters Club (1995)

## Televisieseries
*Exclusief eenmalige gastrollen
- Murder One - Elizabeth Hoffman (1995-1996, negen afleveringen)

- Library of Congress Control Number: no2010013705
- Virtual International Authority File: 106918755
- WorldCat: E39PBJvt6G63MP39MwgrQyQDv3